# Syndroom van Sturge-Weber
Het syndroom van Sturge-Weber ook wel craniofaciale angiomatose genoemd, is een zeldzame aangeboren aandoening met tot nu toe onbekende oorzaak. Bij dit syndroom ontwikkelen de aderen zich niet goed die normaal het bloed afvoeren van een deel van het hoofd, waardoor in de huid, in het oog en in de hersenen hemangiomen ontstaan. De aandoening komt ca. 1 op 200.000 geboorten voor; in Nederland zijn er ongeveer honderd kinderen en volwassenen die het volledige syndroom hebben. Daarnaast hebben sommige mensen wel enkele symptomen, maar niet het volledige syndroom.

## Kenmerken
1. Een wijnvlek in het gelaat, vaak in het verloop van de eerste en/of tweede tak van de nervus trigeminus, meestal slechts eenzijdig.
2. Ook in de hersenen bestaan er hemangiomen van de leptomeningen (zachte hersenvliezen), die aanleiding geven tot epilepsie en atrofie.
3. Patiënten lijden soms aan glaucoom, verhoogde oogboldruk.

Verder kunnen optreden: ontwikkelingsstoornissen, gezichtsveldstoornissen, en andere neurologische uitval (zoals verlammingen). Alle symptomen zijn direct of indirect een gevolg van de abnormale bloedvatontwikkeling.
Van het syndroom is sprake als de eerste twee kenmerken aanwezig zijn. Een wijnvlek zonder verdere afwijkingen binnen de schedel valt er niet onder. Bij aanwezigheid van een wijnvlek is de kans op SWS ongeveer 8% (sommige onderzoekers hebben een groter percentage gemeld). Soms komen de hersenafwijkingen voor zonder wijnvlek. Het syndroom komt bij beide geslachten ongeveer even vaak voor; ook zijn geen raciale verschillen gemeld. Het syndroom is wel aangeboren maar niet erfelijk.

## Ontstaan
Vroeg in de zwangerschap zijn er bepaalde embryonale bloedvaten die normaal in de zesde week van de zwangerschap ontstaan en in de negende week weer verdwijnen (een vasculaire plexus rond het cefale deel van de neurale buis, onder ectodermaal weefsel dat later gelaatshuid zal worden). Als dit verdwijnen niet normaal verloopt ontstaan de vaatafwijkingen die het syndroom ten gevolge hebben.
Wat de oorzaak is van dit niet-verdwijnen is onbekend.

## Behandeling
Een oorzakelijke behandeling is niet mogelijk, en de behandeling richt zich dus ad hoc op de afzonderlijke klachten of symptomen. De wijnvlek kan worden gecamoufleerd met make-up of er kan worden getracht, bijvoorbeeld met laserbehandelingen, de afwijkende bloedvaatjes te coaguleren. De epilepsie kan medicamenteus worden behandeld, het glaucoom medicamenteus of operatief.

## Geschiedenis
De naam Sturge-Weber is ontleend aan de twee Engelse artsen die het syndroom het eerst beschreven, William Allen Sturge (1850-1919), een neuroloog die in 1879 een patiënt beschreef met een wijnvlek, een aan die zijde vergroot oog en epilepsie, en Frederick Parkes Weber (1863-1962) die in 1922 voor het eerst het röntgenbeeld beschreef. De aandoening werd sinds 1932 tot de facomatosen gerekend, maar deze term is inmiddels verouderd.